# Calliephialtes ruizi
Calliephialtes ruizi är en stekelart som beskrevs av Ian D. Gauld 1991. Calliephialtes ruizi ingår i släktet Calliephialtes och familjen brokparasitsteklar. Inga underarter finns listade.